# 루주구 (타오위안시)

루주 구의 위치

루주구(한국어: 노죽구, 중국어: 蘆竹區, 병음: Lúzhú Qū)는 중화민국 타오위안 시 북동부의 시할구이다. 넓이는 75.5025km2이고, 인구는 2015년 8월 기준으로 154,310명이다.
타이완 서부의 교통의 요충지로서 최근에 급속히 개발이 진행되고 있다.

## 지리
루주 구는 타오위안 시의 최북단에 위치하고 있다. 지세는 동북쪽에서 남서쪽을 향해 뻗어 있고 동북쪽은 구릉지가 형성되어 전체 면적의 1/3을 차지하고 있다. 남서부는 평탄한 전원 지대가 펼쳐져 있다. 행정구역은 서쪽으로 타이완 타오위안 국제 공항에 접하고 있어 국제 항공화물의 집적지로서 발달하고 있다.

## 역사
약 400년 전, 루주 구는 갈대와 대나무가 많이 우거져 있던 황량한 토지로, 원주민과 네덜란드인의 거주지가 점재하고 있었다. 강희 말년, 광동성 가 일대의 주민이 남강항을 이용해 대만 해협을 끼고 교역을 시작해 많이 번창하였다. 옹정 연간에는 복건성 장주, 천주의 사람들이 이곳으로 이주 해 현재의 발전의 기초를 쌓았다. 1895년, 일본에 의한 대만 통치가 시작되면서 행정구역의 개편이 더해졌다. 1915년, 타오위안에 처음 청이 설치되었지만, 1920년에는 청이 폐지되어 주가 설치되면서 신치쿠 주 도엔 군 로치쿠 장이 탄생했다. 전후의 1946년 1월 11일에 루주 향은 타오위안 구의 관할이 되었다. 신주 현이 타오위안 현, 신주 현, 먀오리 현으로 분할되면서 루주 향은 타오위안시의 관할이 되었다. 2014년 6월 3일, 진에서 현할시로 승격되었다.

## 교육
- 카이난 대학

## 교통
- 타이완 철로관리국 린커우 선
- 타오위안 국제공항 첩운
- 국도 1호선
- 국도 2호선